# Tumba de Benei Hezir

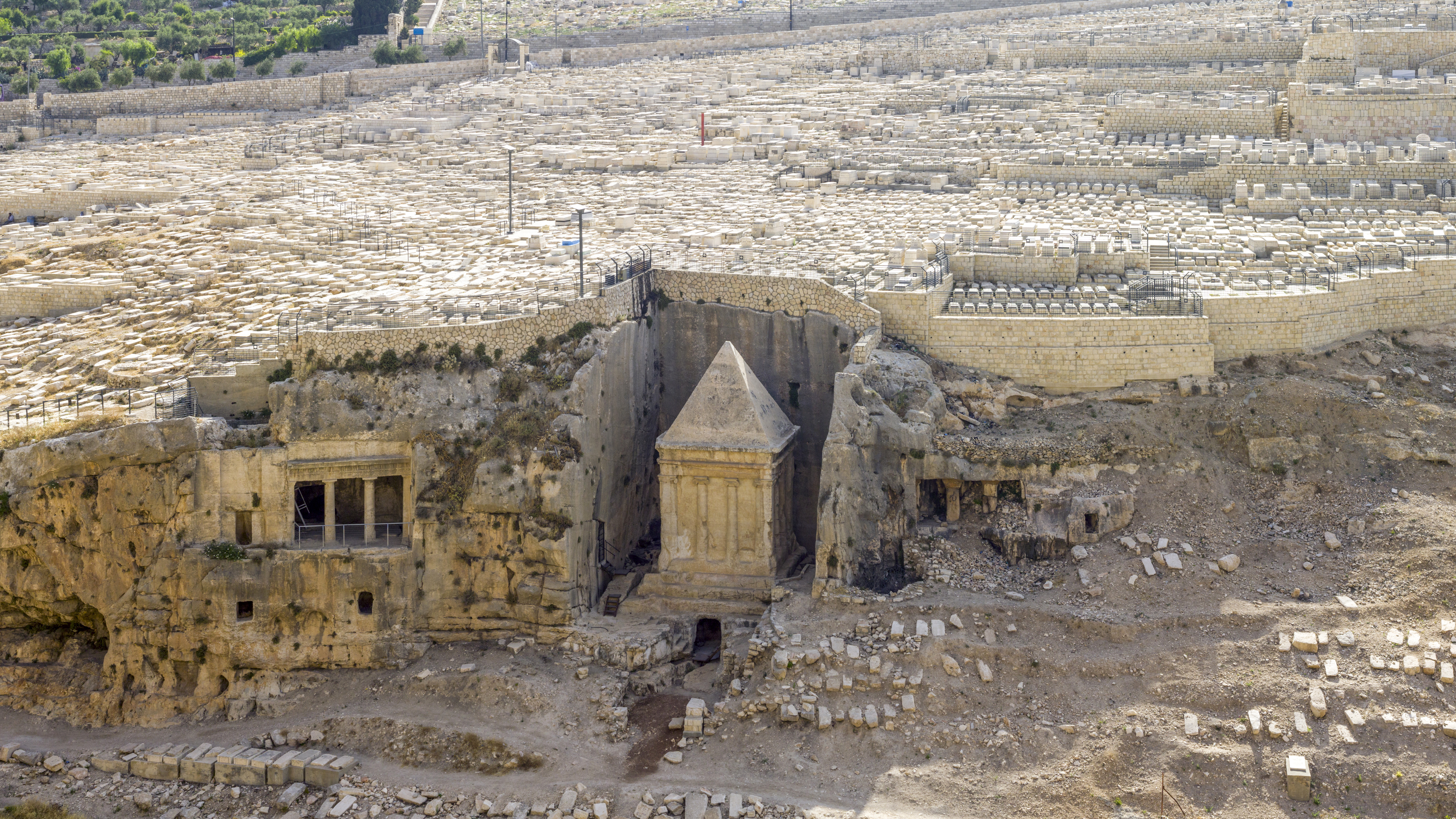
Vista del complejo funerario, con el cementerio judío por encima.

La tumba de Benei Hezir (en hebreo: קבר בני חזיר‎), conocida en el ámbito cristiano también como la tumba de Santiago, es la más antigua del conjunto de tumbas rupestres excavadas en la roca del valle de Cedrón, entre el Monte del Templo y el monte de los Olivos, que remonta al período del Segundo Templo. De las otras cuatro estructuras —la tumba de Zacarías, el pilar de Absalón, la tumba del Jardín y la tumba de la Hija del Faraón— las primeras dos forman junto a ella un complejo de tres cuevas funerarias contiguas en el mismo acantilado, que presentan unas características de la arquitectura clásica.
La estructura data del siglo II a. C., en pleno período helenístico y coincidiendo con la época de la monarquía asmonea. Su construcción antecede a la de los otros dos sepulcros del complejo, siendo todos adaptaciones arquitectónicas a cavidades naturales en la roca. En la explanada por encima del complejo se extiende el cementerio judío del Monte de los Olivos.

## Descripción

### Arquitectura
Originalmente se accedía a la tumba desde una única escalera excavada en la misma roca, que descendía hacia el interior de la cueva desde el norte. Si bien posteriormente se creó una entrada adicional a través de un túnel excavando desde el patio de la más tardía tumba de Zacarías, siendo a día de hoy la entrada al complejo en su totalidad.
La fachada del monumento presenta un clásico dístilo in antis, con dos columnas con capiteles dóricos situadas entre dos antas (pilastras que bordean la entrada, formando la parte delantera de las paredes de la cueva). Está rematado por un arquitrabe de sencilla decoración, que incluye en el centro una inscripción hebrea grabada de forma sencilla y poco apreciable a primera vista. Sobre el arquitrabe descansa un friso dórico y una cornisa. Este estilo arquitectónico está claramente influenciado por la arquitectura griega antigua (prueba de un proceso de helenización artística de la comunidad judía de la época) y su aplicación en las construcciones rupestres. En este aspecto, guarda una clara relación con monumentos similares de tradición arquitectónica helenística, como la tumba en la roca de Gerdek, en Turquía, datada del mismo período.
Al mismo tiempo, presenta la influencia nabatea en el exterior y los elementos decorativos, prueba de que la cultura nabatea estaba de moda entre algunas familias judías prominentes del momento. De hecho, existen indicios de la existencia de una parte superior de la fachada, que no se ha preservado, mencionada como una torre nabatea con una puerta y ventana decorativas, muy similar a monumentos que se pueden ver en Petra. El mismo concepto funerario de nefesh (véase a continuación) es, de hecho, de origen nabateo. Por otra parte, a diferencia de otros monumentos funerarios de la región, no se aprecian en la estructura influencias arquitectónicas del Antiguo Egipto.

### Inscripción y etimología
La inscripción en hebreo es algo inusual entre los textos antiguos que se han conservado en esta región hasta la fecha, pues aparte de una inscripción en arameo (usando el alfabeto paleohebreo) encontrada en el conjunto de tumbas de Guivat HaMivtar (y excluyendo los dos caracteres difícilmente reconocibles en la tumba de la Hija del Faraón), las demás inscripciones premedievales están en koiné (griego helenístico). El texto deja patente que el sitio es lugar de entierro de una familia sacerdotal (cohanim) llamada Benei Hezir (lit. ‘hijos de Hezir’):
|  |  | זה הקבר והנפש שלאלעזר חניה יועזר יהודה שמעון יוחנן בני יוסף בן עובד יוסף ואלעזר בני חניה כהנים מבני חזיר Esta es la sepultura y el nefesh ['alma'] de Eliezer Hania Yoazar Yehuda Shimon Yochanan Benei Yosef Ben Oved Yosef y Elazar Benei Hania, cohanim de la familia Hezir. |

La palabra ben (o benei en plural), cuyo significado es ‘hijo/s’, es la forma de referirse a una persona en el judaísmo anterior a la adopción de los apellidos (de forma similar a otras culturas); hasta el día de hoy, en el contexto religioso, como lo son los entierros, se utiliza esta forma de indicación (en este caso remontando a la segunda o tercera generación). Aunque la inscripción no incluye la puntuación diacrítica del hebreo (siendo un idioma consonántico), no hubiera sido correcta la forma de deletreo usada en algunos textos de alfabeto latino (principalmente en inglés) —Hazir—, pues esta palabra significa en hebreo ‘cerdo’ (lo cual sería impensable para un apellido judío).

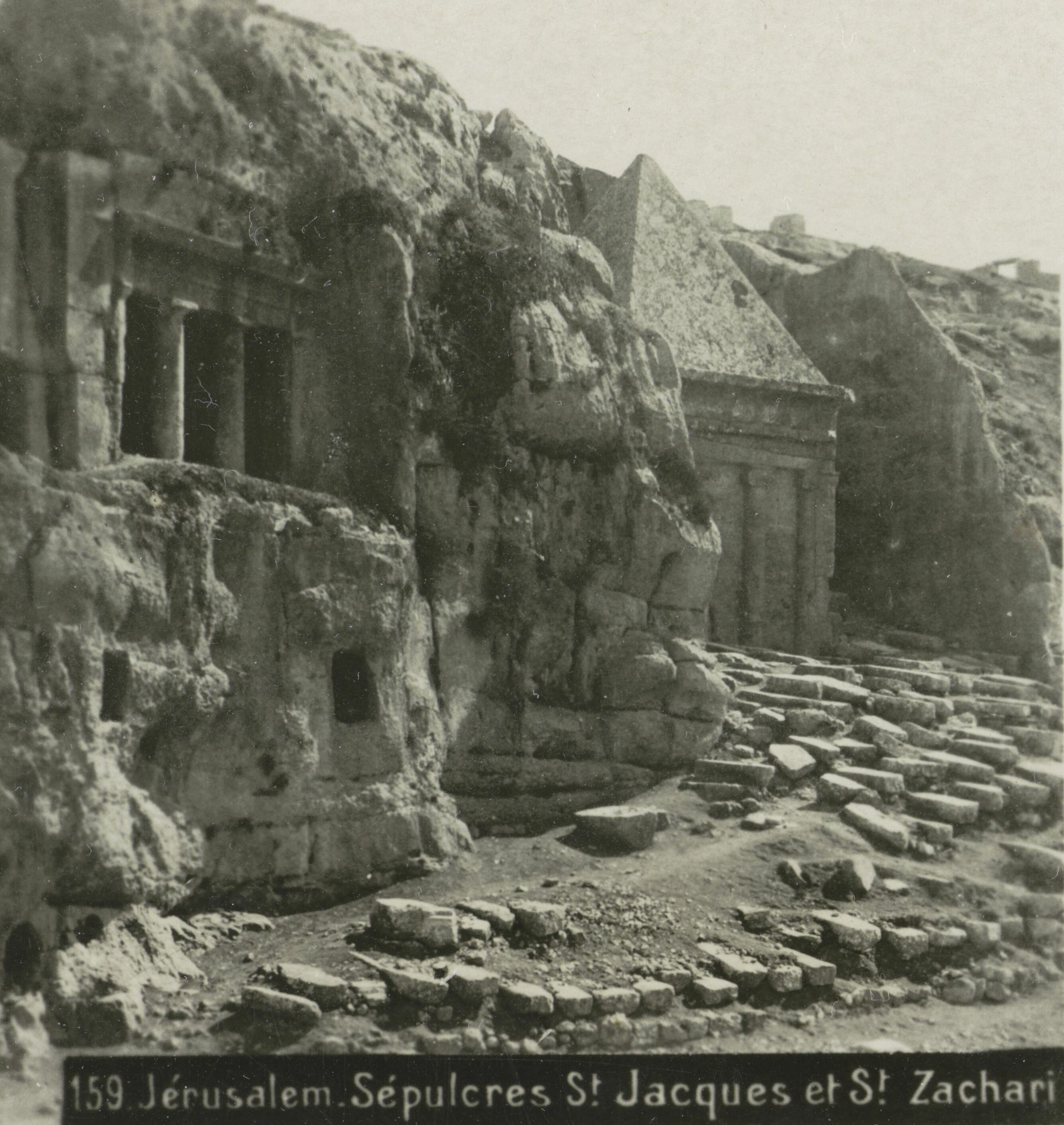
Sepulcro jerosolimitano de Santiago y San Zacarías; foto de la Colección World Tourist de 1903:

La inscripción sugiere que se trataba de una familia adinerada, capaz de permitirse una cueva funeraria en el valle de Cedrón durante varias generaciones, cosa fuera del alcance de la mayoría de familias de la época. El nombre Hezir aparece dos veces en la Biblia hebrea: uno fue el fundador de la 17.ª división sacerdotal (1 Crónicas 24:15), y el otro fue uno de los tres líderes —junto a Magpías y Mesulam— que sellaron el pacto con Nehemías (Nehemías 10:20). No se sabe si existe alguna relación entre la familia y alguno de los Hezir bíblicos; eso sí, estos pasajes afirman la existencia histórica del nombre deletreado de la forma que se entiende en la actualidad.

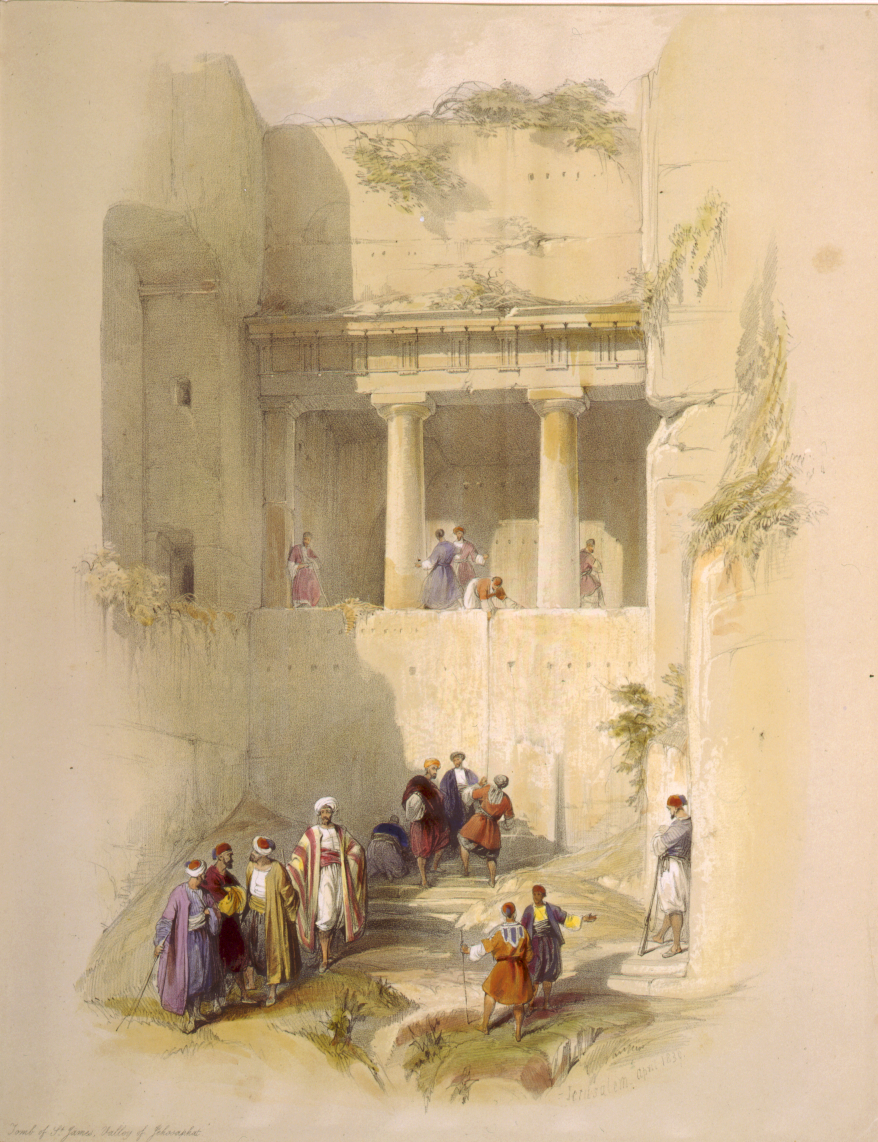
Tumba de Santiago, valle de Josafat; litografía en color de 1839. Nótese el uso del nombre cristiano y bíblico tanto de la tumba como del valle.

La palabra nefesh (‘alma’) usada en la escritura indica que es el lugar donde descansa el alma, o el espíritu; si bien, el uso arquitectónico de esta palabra, considerada sublime, se empleaba específicamente para una estructura magnífica construida encima de la tumba o junto a ella (se podría comparar con una estela griega de grandes dimensiones). Ya que se ha fechado la inscripción hebrea en el mismo período que el de la estructura helenística (probablemente coincidiendo con el último de los miembros de la familia enterrados en el lugar), esta alusión a una estructura artísticamente destacada puede hacer referencia bien al mismo pórtico dórico incorporado en esta época, o bien al remate decorativo en forma de torre nabatea desaparecido en la actualidad. Algunos expertos han señalado que la contigua tumba de Zacarías podría no ser una tumba per se, sino el nefesh (el monumento decorativo) de la tumba de Benei Hezir. Ya que según la datación más aceptada, las dos estructuras no coincidieron en el tiempo de su construcción (la de Zacarías es más tardía), es posible que esta se erigiera para reemplazar el monumento original de la tumba de Benei Hezir tras su destrucción.

## En la tradición cristiana
Hacia finales del siglo IV se descubrieron huesos en el lugar junto a una inscripción que mencionaba a un tal Jacobo, que se creía que eran los restos de Santiago el Justo (conocido como «el hermano del Jesús»). Un cristiano rico de Eleuterópolis hizo construir una capilla cerca del lugar del descubrimiento (hallazgos arqueológicos sugieren que en la misma tumba de Benei Hezir) y enterró los huesos debajo del altar, convirtiendo el sepulcro judío en una capilla bizantina con su propia cripta. Restos de esta iglesia, que al parecer estaba activa hasta comienzos del dominio islámico, fueron descubiertos frente a la tuba de Zacarías durante las excavaciones de 1962 y 2003.
En la época de las cruzadas se volvió a inaugurar una capilla en el lugar bajo el mismo nombre, si bien esta vez fue identificada con Santiago el Menor (hijo de Alfeo). A partir del siglo XV, ha existido en el Barrio armenio de la actual Ciudad Vieja de Jerusalén una catedral dedicada a Santiago, «Hermano del Señor», por lo que la tumba fue perdiendo de su importancia para la comunidad cristiana local. De los restos arqueológicos —en sí escasos pues a partir del siglo XVII, el complejo helenístico se convertía en refugio para ganado— casi no se conserva nada. Aun así, en la tradición cristiana y en distintas fuentes occidentales, el sitio se sigue llamando hasta el día de hoy la tumba de Santiago.